# Lex Hives
Lex Hives ist das sechste Studioalbum der schwedischen Alternative-Rock-Band The Hives. Es erschien in Deutschland am 1. Juni 2012 beim bandeigenen Label No Fun AB.

## Entstehung und Veröffentlichung
Erstmals in der Geschichte der Band wurde Lex Hives selber produziert und selber über das eigene Bandlabel vertrieben. Die Aufnahmen fanden in verschiedenen Studios in Schweden, Deutschland und den USA statt. Wie schon beim Album Veni Vidi Vicious wählte die Band einen teilweise lateinischen Namen, wobei der Titel übersetzt ungefähr „Das Hivesche Gesetz“ oder „Das Gesetz der Hives“ bedeutet. Das Album selber erschien in Deutschland sowie in Schweden am 1. Juni 2012.

## Titelliste
1. Come On! – 1:08
2. Go Right Ahead – 3:05
3. 1000 Answers – 2:07
4. I Want More – 2:52
5. Wait A Minute – 3:01
6. Patrolling Days – 4:00
7. Take Back The Toys – 2:54
8. Without The Money – 1:53
9. These Spectacles Reveal The Nostalgics – 1:56
10. My Time Is Coming – 2:34
11. If I Had A Cent – 2:01
12. Midnight Shifter – 3:36

## Beteiligte Musiker
- Howlin’ Pelle Almqvist: Gesang
- Nicholaus Arson: Gitarre, Gesang
- Vigilante Carlstroem: Gitarre, Gesang
- Dr. Matt Destruction: Bass
- Chris Dangerous: Schlagzeug
- Gustav Bendt: Saxofon
- Per Johansson: Saxofon
- Jonas Kullhammar: Saxofon

## Rezeption
Von Kritikern wurde das Album unterschiedlich wahrgenommen, die meisten Rezensionen waren jedoch positiv. Metascore errechnete einen Durchschnitt von 69 % basierend auf 28 Kritiken und vergibt damit das Prädikat „generally favorable“ (dt. „grundsätzlich positiv“). Damit ist Lex Hives das bisher am schlechtesten bewertete Album der Band.
Marcel Anders von 1 Live lobt das Album und ist der Meinung, dass ihnen ein guter Schritt zurück gelungen sei und Lex Hives das bisher beste Album der Band sei. Die Songs bezeichnet Anders als „energetisch, frisch, direkt, vital und hymnisch.“
Radio Fritz vergibt als Wertung vier von fünf möglichen Sternen und meint, dass das Album zwar immer noch Spaß mache, die Band allerdings die Aggression verloren habe, die sie bei Songs wie Walk Idiot Walk ausgezeichnet haben.
Mark Read von Plattentests.de vergibt dem Album sieben von zehn Punkten und schreibt, dass Lex Hives an das Album Veni Vidi Vicious erinnere, aber man trotzdem noch Experimente hören können. Lediglich die Single Go Right Ahead kommt seiner Meinung nach überzeugend an.
Der Rolling Stone ist der Meinung, dass das Album zwar Energie habe, diese aber an einige Stellen verliere. Als Wertung vergibt Kritiker Chuck Eddy drei von fünf Sternen.
Sven Kabelitz von laut.de bewertet das Album eher negativ und vergibt nur zwei von fünf Sternen. Seiner Meinung nach erinnern die Lieder zwar an alte Zeiten, kommen jedoch nicht an diese heran.

## Chartplatzierungen
In Schweden erreichte das Album mit Platz sieben eine Platzierung unter den Top 10. In der Schweiz kam das Album auf Platz 20, in Deutschland auf Platz 25 und in Österreich sowie Australien auf Platz 38. Weitere Platzierungen in den Charts wurden in Frankreich (Platz 47) sowie beiden Teilen Belgiens (Platz 126 in Flandern, Platz 135 in Wallonien) erreicht.